# Campeonato Brasileiro de Ginástica Rítmica
O Campeonato Brasileiro de Ginástica Rítmica é uma das principais competições nacionais anuais de ginástica rítmica realizadas no Brasil. Sua primeira edição aconteceu em 1971, com a participação de três federações, a Federação Carioca de Ginástica (FCG), Federação de Ginástica do Estado do Rio de Janeiro (FGRJ) e a Federação Mineira de Ginástica (FMG). O Campeonato Brasileiro é dividido em dois diferentes eventos, um para as provas individuais e outro para as provas de conjuntos, conhecido como Campeonato Brasileiro de Ginástica Rítmica Ilona Peuker.

## Medalhistas

### Equipes
| Edição    | Local              | Ouro                 | Prata             | Bronze                 |
| --------- | ------------------ | -------------------- | ----------------- | ---------------------- |
| 1971-2010 |                    | Desconhecido         | Desconhecido      | Desconhecido           |
| 2011      | Guarulhos          |                      |                   |                        |
| 2012      | Goiânia            |                      |                   |                        |
| 2013      | Vitória            |                      |                   |                        |
| 2014      | Vitória            | Grêmio Náutico União | Escola de Campeãs | Clube dos Oficias      |
| 2015      | Vitória            | Escola de Campeãs    | AER Sadia         | Clube Agir             |
| 2016      | Aracaju            | Escola de Campeãs    | Clube Agir        | AER Sadia              |
| 2017      | Vitória            | Escola de Campeãs    | Clube Agir        | AER Sadia              |
| 2018      | Curitiba           | Escola de Campeãs    | Clube Agir        | AER Sadia              |
| 2019      | Rio de Janeiro     | Clube Agir           | Escola de Campeãs | Clube Ítalo Brasileiro |
| 2021      | Aracaju            | Clube Agir           | Escola de Campeãs | Grêmio Náutico União   |
| 2022      | São Caetano do Sul | Clube Agir           | AGITO             | Grêmio Náutico União   |
| 2023      | Campo Grande       |                      |                   |                        |

### Individual

#### Geral
| Edição    | Local              | Ouro                             | Prata                                  | Bronze                                                                      |
| --------- | ------------------ | -------------------------------- | -------------------------------------- | --------------------------------------------------------------------------- |
| 1971-2010 |                    | Desconhecido                     | Desconhecido                           | Desconhecido                                                                |
| 2011      | Guarulhos          |                                  |                                        |                                                                             |
| 2012      | Goiânia            |                                  |                                        |                                                                             |
| 2013      | Vitória            |                                  |                                        |                                                                             |
| 2014      | Vitória            | Natália Gaudio Escola de Campeãs | Andressa Jardim Grêmio Náutico União   | Ana Paula Ribeiro Clube dos Oficias Stephany Gonçalves Grêmio Náutico União |
| 2015      | Vitória            | Natália Gaudio Escola de Campeãs | Angélica Kvieczynski AER Sadia         | Simone Luiz AER Sadia                                                       |
| 2016      | Aracaju            | Natália Gaudio Escola de Campeãs | Bárbara Domingos Clube Agir            | Karine Walter AER Sadia                                                     |
| 2017      | Vitória            | Bárbara Domingos Clube Agir      | Natália Gaudio Escola de Campeãs       | Mariany Miyamoto AGRDJ                                                      |
| 2018      | Curitiba           | Natália Gaudio Escola de Campeãs | Bárbara Domingos Clube Agir            | Heloisa Bornal ADR Unopar                                                   |
| 2019      | Rio de Janeiro     | Bárbara Domingos Clube Agir      | Natália Gaudio Escola de Campeãs       | Geovanna Santos Clube Ítalo Brasileiro                                      |
| 2021      | Aracaju            | Bárbara Domingos Clube Agir      | Natália Gaudio Escola de Campeãs       | Ana Luisa Neiva CASSAB                                                      |
| 2022      | São Caetano do Sul | Bárbara Domingos Clube Agir      | Geovanna Santos Clube Ítalo Brasileiro | Ana Luisa Neiva CASSAB                                                      |
| 2023      | Campo Grande       |                                  |                                        |                                                                             |

#### Arco
| Edição    | Local              | Ouro                             | Prata                                  | Bronze                                  |
| --------- | ------------------ | -------------------------------- | -------------------------------------- | --------------------------------------- |
| 1971-2010 |                    | Desconhecido                     | Desconhecido                           | Desconhecido                            |
| 2011      | Guarulhos          |                                  |                                        |                                         |
| 2012      | Goiânia            |                                  |                                        |                                         |
| 2013      | Vitória            |                                  |                                        |                                         |
| 2014      | Vitória            | Natália Gaudio Escola de Campeãs | Emanuelle Lima Clube Ítalo Brasileiro  | Stephany Gonçalves Grêmio Náutico União |
| 2015      | Vitória            | Natália Gaudio Escola de Campeãs | Angélica Kvieczynski AER Sadia         | Bárbara Domingos Clube Agir             |
| 2016      | Aracaju            | Natália Gaudio Escola de Campeãs | Bárbara Domingos Clube Agir            | Karine Walter AER Sadia                 |
| 2017      | Vitória            | Natália Gaudio Escola de Campeãs | Bárbara Domingos Clube Agir            | Karine Walter AER Sadia                 |
| 2018      | Curitiba           | Bárbara Domingos Clube Agir      | Natália Gaudio Escola de Campeãs       | Mariany Miyamoto AGRDJ                  |
| 2019      | Rio de Janeiro     | Natália Gaudio Escola de Campeãs | Bárbara Domingos Clube Agir            | Geovanna Santos Clube Ítalo Brasileiro  |
| 2021      | Aracaju            | Bárbara Domingos Clube Agir      | Ana Luisa Neiva CASSAB                 | Nicole Herkenhoff Clube Agir            |
| 2022      | São Caetano do Sul | Ana Luisa Neiva CASSAB           | Geovanna Santos Clube Ítalo Brasileiro | Bárbara Domingos Clube Agir             |
| 2023      | Campo Grande       |                                  |                                        |                                         |

#### Bola
| Edição    | Local              | Ouro                             | Prata                                   | Bronze                                                                     |
| --------- | ------------------ | -------------------------------- | --------------------------------------- | -------------------------------------------------------------------------- |
| 1971-2010 |                    | Desconhecido                     | Desconhecido                            | Desconhecido                                                               |
| 2011      | Guarulhos          |                                  |                                         |                                                                            |
| 2012      | Goiânia            |                                  |                                         |                                                                            |
| 2013      | Vitória            |                                  |                                         |                                                                            |
| 2014      | Vitória            | Natália Gaudio Escola de Campeãs | Stephany Gonçalves Grêmio Náutico União | Andressa Jardim Grêmio Náutico União Emanuelle Lima Clube Ítalo Brasileiro |
| 2015      | Vitória            | Angélica Kvieczynski AER Sadia   | Natália Gaudio Escola de Campeãs        | Mayra Siñeriz Clube Ítalo Brasileiro                                       |
| 2016      | Aracaju            | Natália Gaudio Escola de Campeãs | Bárbara Domingos Clube Agir             | Carolina Garcia Escola de Campeãs                                          |
| 2017      | Vitória            | Bárbara Domingos Clube Agir      | Karine Walter AER Sadia                 | Mariany Miyamoto AGRDJ                                                     |
| 2018      | Curitiba           | Natália Gaudio Escola de Campeãs | Bárbara Domingos Clube Agir             | Heloisa Bornal ADR Unopar                                                  |
| 2019      | Rio de Janeiro     | Natália Gaudio Escola de Campeãs | Bárbara Domingos Clube Agir             | Heloisa Bornal ADR Unopar                                                  |
| 2021      | Aracaju            | Bárbara Domingos Clube Agir      | Natália Gaudio Escola de Campeãs        | Ana Luisa Neiva CASSAB                                                     |
| 2022      | São Caetano do Sul | Bárbara Domingos Clube Agir      | Ana Luisa Neiva CASSAB                  | Geovanna Santos Clube Ítalo Brasileiro                                     |
| 2023      | Campo Grande       |                                  |                                         |                                                                            |

#### Maças
| Edição    | Local              | Ouro                                   | Prata                            | Bronze                                  |
| --------- | ------------------ | -------------------------------------- | -------------------------------- | --------------------------------------- |
| 1971-2010 |                    | Desconhecido                           | Desconhecido                     | Desconhecido                            |
| 2011      | Guarulhos          |                                        |                                  |                                         |
| 2012      | Goiânia            |                                        |                                  |                                         |
| 2013      | Vitória            |                                        |                                  |                                         |
| 2014      | Vitória            | Emanuelle Lima Clube Ítalo Brasileiro  | Natália Gaudio Escola de Campeãs | Stephany Gonçalves Grêmio Náutico União |
| 2015      | Vitória            | Natália Gaudio Escola de Campeãs       | Angélica Kvieczynski AER Sadia   | Mayra Siñeriz Clube Ítalo Brasileiro    |
| 2016      | Aracaju            | Natália Gaudio Escola de Campeãs       | Bárbara Domingos Clube Agir      | Carolina Garcia Escola de Campeãs       |
| 2017      | Vitória            | Natália Gaudio Escola de Campeãs       | Bárbara Domingos Clube Agir      | Vitória Guerra Grêmio Náutico União     |
| 2018      | Curitiba           | Natália Gaudio Escola de Campeãs       | Bárbara Domingos Clube Agir      | Heloisa Bornal ADR Unopar               |
| 2019      | Rio de Janeiro     | Natália Gaudio Escola de Campeãs       | Bárbara Domingos Clube Agir      | Geovanna Santos Clube Ítalo Brasileiro  |
| 2021      | Aracaju            | Bárbara Domingos Clube Agir            | Ana Luisa Neiva CASSAB           | Viviane Miranda FAE Osasco              |
| 2022      | São Caetano do Sul | Geovanna Santos Clube Ítalo Brasileiro | Bárbara Domingos Clube Agir      | Andressa Jardim Grêmio Náutico União    |
| 2023      | Campo Grande       |                                        |                                  |                                         |

#### Fita
| Edição    | Local              | Ouro                                    | Prata                                  | Bronze                                |
| --------- | ------------------ | --------------------------------------- | -------------------------------------- | ------------------------------------- |
| 1971-2010 |                    | Desconhecido                            | Desconhecido                           | Desconhecido                          |
| 2011      | Guarulhos          |                                         |                                        |                                       |
| 2012      | Goiânia            |                                         |                                        |                                       |
| 2013      | Vitória            |                                         |                                        |                                       |
| 2014      | Vitória            | Stephany Gonçalves Grêmio Náutico União | Natália Gaudio Escola de Campeãs       | Emanuelle Lima Clube Ítalo Brasileiro |
| 2015      | Vitória            | Natália Gaudio Escola de Campeãs        | Angélica Kvieczynski AER Sadia         | Carolina Garcia Escola de Campeãs     |
| 2016      | Aracaju            | Natália Gaudio Escola de Campeãs        | Bárbara Domingos Clube Agir            | Carolina Garcia Escola de Campeãs     |
| 2017      | Vitória            | Bárbara Domingos Clube Agir             | Natália Gaudio Escola de Campeãs       | Mariany Miyamoto AGRDJ                |
| 2018      | Curitiba           | Natália Gaudio Escola de Campeãs        | Bárbara Domingos Clube Agir            | Heloisa Bornal ADR Unopar             |
| 2019      | Rio de Janeiro     | Bárbara Domingos Clube Agir             | Natália Gaudio Escola de Campeãs       | Heloisa Bornal ADR Unopar             |
| 2021      | Aracaju            | Natália Gaudio Escola de Campeãs        | Viviane Miranda FAE Osasco             | Andressa Jardim Grêmio Náutico União  |
| 2022      | São Caetano do Sul | Bárbara Domingos Clube Agir             | Geovanna Santos Clube Ítalo Brasileiro | Ana Luisa Neiva CASSAB                |
| 2023      | Campo Grande       |                                         |                                        |                                       |

### Conjuntos

#### Geral
| Edição    | Local         | Ouro                   | Prata        | Bronze               |
| --------- | ------------- | ---------------------- | ------------ | -------------------- |
| 1971-2010 |               | Desconhecido           | Desconhecido | Desconhecido         |
| 2011      | Belém         | Clube dos Oficiais     | Adiee/Udesc  | Escola de Campeãs    |
| 2012      | Manaus        |                        |              |                      |
| 2013      | Palmas        |                        |              |                      |
| 2014      | Manaus        | Clube dos Oficiais     |              |                      |
| 2015      | Vitória       | Escola de Campeãs      |              |                      |
| 2016      | Florianópolis | AER Sadia              | Clube Agir   | Adiee/Udesc          |
| 2017      | Florianópolis | Escola de Campeãs      | Adiee/Udesc  | AER Sadia            |
| 2018      | Aracaju       | Escola de Campeãs      | AER Sadia    | Adiee/Udesc          |
| 2019      | Londrina      | SERC Santa Maria       | AGIBLU       | Grêmio Náutico União |
| 2021      | Florianópolis | Clube Ítalo Brasileiro | ADR Unopar   | AGIBLU               |
| 2022      | Florianópolis | Adiee/Udesc            | AGIBLU       | Grêmio Náutico União |
| 2023      | Curitiba      |                        |              |                      |

#### Simples
| Edição    | Local         | Ouro                 | Prata                  | Bronze            |
| --------- | ------------- | -------------------- | ---------------------- | ----------------- |
| 1971-2010 |               | Desconhecido         | Desconhecido           | Desconhecido      |
| 2011      | Belém         | Clube Agir           | Clube dos Oficiais     | Adiee/Udesc       |
| 2012      | Manaus        |                      |                        |                   |
| 2013      | Palmas        |                      |                        |                   |
| 2014      | Manaus        | Clube dos Oficiais   |                        |                   |
| 2015      | Vitória       | AER Sadia            |                        |                   |
| 2016      | Florianópolis | ADR Unopar           | Clube Agir             | SERC Santa Maria  |
| 2017      | Florianópolis | AER Sadia            | Escola de Campeãs      | Adiee/Udesc       |
| 2018      | Aracaju       | AER Sadia            | Clube Ítalo Brasileiro | Adiee/Udesc       |
| 2019      | Londrina      | SERC Santa Maria     | AGIBLU                 | ADR Unopar        |
| 2021      | Florianópolis | Adiee/Udesc          | Clube Ítalo Brasileiro | ADR Unopar        |
| 2022      | Florianópolis | Grêmio Náutico União | Adiee/Udesc            | Escola de Campeãs |
| 2023      | Curitiba      |                      |                        |                   |

#### Misto
| Edição    | Local         | Ouro                   | Prata              | Bronze                               |
| --------- | ------------- | ---------------------- | ------------------ | ------------------------------------ |
| 1971-2010 |               | Desconhecido           | Desconhecido       | Desconhecido                         |
| 2011      | Belém         | Clube Agir             | Clube dos Oficiais | Adiee/Udesc                          |
| 2012      | Manaus        |                        |                    |                                      |
| 2013      | Palmas        |                        |                    |                                      |
| 2014      | Manaus        | Clube dos Oficiais     |                    |                                      |
| 2015      | Vitória       | AER Sadia              |                    |                                      |
| 2016      | Florianópolis | Adiee/Udesc            | ADR Unopar         | Associação Ginástica Rítmica Colibri |
| 2017      | Florianópolis | Escola de Campeãs      | AER Sadia          | P.M. São José dos Campos             |
| 2018      | Aracaju       | AER Sadia              | Escola de Campeãs  | Clube Ítalo Brasileiro               |
| 2019      | Londrina      | SERC Santa Maria       | AGIBLU             | Adiee/Udesc                          |
| 2021      | Florianópolis | Clube Ítalo Brasileiro | AGIBLU             | Adiee/Udesc                          |
| 2022      | Florianópolis | Escola de Campeãs      | AGIBLU             | SESI Taguatinga                      |
| 2023      | Curitiba      |                        |                    |                                      |